# Jürgen Kolenda
Jürgen Kolenda ist ein ehemaliger deutscher Flossenschwimmer und Taucher.
Bei den ersten World Games 1981 in Santa Clara in den Vereinigten Staaten gewann Kolenda über 100 und 200 Meter Flossenschwimmen die Goldmedaille. Zwei weitere Goldmedaillen holte er sich im 50- und im 100-Meter-Streckentauchen.
Bei den World Games 1985 in London gewann er sieben Disziplinen (100, 200, 400 Meter Flossenschwimmen; 50 und 100 Meter Streckentauchen sowie die beiden Staffeln). Zusammen mit Carsten Bertram, Clemens Frank (Sieger im 400-Meter-Streckentauchen) und Christian Molenaar holte er jeweils die Goldmedaillen in die beiden Staffeln über 4-mal 100 Meter und 4-mal 200 Meter Flossenschwimmen.
Damit hatte er insgesamt elf Goldmedaillen bei zwei World Games geholt.
Für seine sportlichen Leistungen wurde er mit dem Silbernen Lorbeerblatt ausgezeichnet.